# Plateoplia
Plateoplia är ett släkte av fjärilar. Plateoplia ingår i familjen mätare.
Kladogram enligt Catalogue of Life:
| Plateoplia | \| \| Plateoplia acrobelia \| \| \| \| \| \| Plateoplia flavata \| \| \| \| \| \| Plateoplia ochriciliata \| \| \| \| |
|            | \| \| Plateoplia acrobelia \| \| \| \| \| \| Plateoplia flavata \| \| \| \| \| \| Plateoplia ochriciliata \| \| \| \| |
|            | Plateoplia acrobelia                                                                                                  |
|            | |
|            | Plateoplia flavata |
|            | |
|            | Plateoplia ochriciliata                                                                                               |
|            | |